# Cattedrale di Maria Immacolata (Nukuʻalofa)
La cattedrale di Maria Immacolata (in inglese: St. Mary's Cathedral; in tongano: Malia Tupu Imakulata Cathedral), è la chiesa cattedrale di Nukuʻalofa, a Tonga, ed è la sede della diocesi di Tonga.
La cattedrale sorge in Vuna Road, presenta una struttura convenzionale, con uno strano mix di elementi antichi e moderni. La chiesa presenta un pregevole soffitto a volte e vetrate. Particolare è l'altare che ricorda le tipiche ciotole di kava.